# تازه‌آباد امین (ثلاث باباجانی)
تازه‌آباد امین، روستایی از توابع بخش مرکزی شهرستان ثلاث باباجانی در استان کرمانشاه ایران است. این روستا  در زلزله آبان ماه سال ۱۳۹۶ خسارت زیادی دید و به احتمال زیاد افراد زیادی کشته شده‌اند .

## جمعیت
این روستا در دهستان دشت حر قرار دارد و براساس سرشماری مرکز آمار ایران در سال ۱۳۸۵، جمعیت آن ۲۰۵ نفر (۴۳خانوار) بوده‌است.